# Stazione di Tsukishima
La Stazione di Tsukishima (月島駅?, Tsukishima-eki) è una stazione della Metropolitana di Tokyo, si trova nel quartiere di Chūō, sull'isola di Tsukishima nella baia di Tokyo. La stazione è servita sia dalle linee della Tokyo Metro che da quelle della Toei.

## Stazioni adiacenti
| «               | Servizio        | »               |
| Linea Yūrakuchō | Linea Yūrakuchō | Linea Yūrakuchō |
| --------------- | --------------- | --------------- |
| Shintomichō     | -               | Toyosu          |
| Linea Ōedo      |                 |                 |
| Monzen-Nakachō  | -               | Kachidoki       |